# Plesiochrysa
Plesiochrysa is een geslacht van insecten uit de familie van de gaasvliegen (Chrysopidae), die tot de orde netvleugeligen (Neuroptera) behoort.

## Soorten
- P. alytos de Freitas & Penny, 2001
- P. armstrongi (Esben-Petersen, 1928)
- P. atalotis (Banks, 1910)
- P. brasiliensis (Schneider, 1851)
- P. depressa (Steinmann, 1968)
- P. dussumieri (Navás, 1912)
- P. elongata (Navás, 1913)
- P. floccosa X.-k. Yang & C.-k. Yang, 1991
- P. gilola (Navás, 1914)
- P. hainana (C.-k. Yang & X.-k. Yang, 1991)
- P. impunctata (Navás, 1914)
- P. invaria (Walker, 1853)
- P. italotis (Banks, 1910)
- P. lacciperda (Kimmins, 1955)
- P. litorosa (Navás, 1911)
- P. paessleri (Navás, 1928)
- P. peterseni (Banks, 1924)
- P. remota (Walker, 1853)
- P. rubida (Navás, 1929)
- P. ruficeps (McLachlan, 1875)
- P. scotti (Esben-Petersen, 1927)
- P. seurati (Navás, 1922)
- P. tahitensis (Navás, 1914)
- P. tetrasticta (Navás, 1914)